# Марк Лівій Дентер
Марк Лівій Дентер (лат. Marcus Livius Denter; ? — після 295 до н. е.) — політичний, державний та військовий діяч Римської республіки, консул 302 року до н. е.

## Життєпис
Походив з плебейського роду Лівіїв. Про молоді роки немає відомостей. У 302 році до н. е. його обрано консулом разом з Марк Емілій Павло.
У 300 році до н. е. відповідно до закону Огульнія обрано до колегії понтифіків. У 299 році до н. е. став претором. Звитяжно бився у 295 році до н. е. у битві при Сентіні проти коаліції самнітів та галів. Подальша доля його невідома.